# Albert Kesselring
Pour les articles homonymes, voir Kesselring.
Albert Kesselring (30 novembre 1885 - 16 juillet 1960) est un Generalfeldmarschall allemand de la Luftwaffe pendant la Seconde Guerre mondiale. Durant sa carrière militaire qui s'étendit sur les deux guerres mondiales, Kesselring devint l'un des commandants les plus décorés du Troisième Reich, étant l'un des 27 soldats ayant reçu la croix de chevalier de la croix de fer avec feuilles de chêne, glaives et brillants. Surnommé « Albert le souriant » par les Alliés et « oncle Albert » par ses hommes, il était l'un des généraux allemands les plus populaires de la Seconde Guerre mondiale.
Kesselring rejoignit l'armée bavaroise en tant qu'aspirant en 1904 et servit dans l'artillerie. Il termina son apprentissage comme observateur embarqué en ballon en 1912. Durant la Première Guerre mondiale, il combattit sur les fronts de l'Ouest et de l'Est et entra à l'état-major, quoiqu'il ne fût pas diplômé de l'académie de guerre de Bavière. Kesselring resta dans l'armée après la guerre mais fut libéré en 1933 pour devenir directeur du département administratif du ministère de l'Aviation du Reich où il participa à la reconstruction de l'industrie aéronautique et à la recréation de la Luftwaffe dont il fut le chef d'état-major entre 1936 et 1938.
Au début la Seconde Guerre mondiale, il commanda les forces aériennes allemandes lors de l'invasion de la Pologne et de la France, dans la bataille d'Angleterre et dans l'opération Barbarossa. En décembre 1941, il prit le commandement de toutes les armées allemandes pour l'Europe du Sud et participa aux combats du théâtre Méditerranée, où il opposa une résistance tenace aux Alliés, lors de la campagne d'Italie, jusqu'à ce qu'il soit blessé dans un accident en octobre 1944. À la fin de la guerre, il commanda les forces allemandes sur le front de l'Ouest. Il gagna le respect de ses adversaires pour ses actions militaires mais sa carrière fut entachée par les massacres commis par les troupes sous son commandement en Italie.
Après la guerre, Kesselring fut jugé pour crimes de guerre et condamné à mort mais sa peine fut commuée en emprisonnement à perpétuité. Une campagne médiatique entraîna sa libération en 1952 pour raisons de santé. Il fut l'un des trois seuls Generalfeldmarschall à avoir publié ses mémoires, intitulés Soldat bis zum letzten Tag (« Soldat jusqu'au dernier jour »).

## Jeunesse
Albert Kesselring est né à Marktsteft en Bavière le 30 novembre 1885. Il était le fils de Carl Adolf Kesselring, instituteur et conseiller municipal, et de son épouse Rosina, cousine germaine de Carl. Albert passa son enfance à Marktsteft où sa famille possédait une brasserie depuis 1688.
Diplômé du lycée Christian-Ernest (de) de Bayreuth en 1904, Kesselring rejoignit l'armée allemande en tant que Fahnenjunker (aspirant) dans le 2e régiment d'artillerie à pied royal bavarois. Le régiment était stationné à Metz et était responsable de l'entretien des fortifications. Il resta dans le régiment jusqu'en 1915 sauf durant son passage à l'académie militaire de 1905 à 1906 dont il sortit avec le grade de Leutnant (« lieutenant ») et à l'école d'artillerie et d'ingénierie de Munich de 1909 à 1910.
Kesselring épousa Luise Anna Pauline (Liny) Keyssler (1887-1957), la fille d'un apothicaire de Bayreuth, en 1910. Le couple passa sa lune de miel en Italie. Ils n'eurent pas d'enfants mais en 1913, ils adoptèrent Rainer, le fils de Kurt Kesselring, un cousin germain d'Albert. En 1912, Kesselring termina son apprentissage en tant qu'observateur dans une section de ballons d'observation, un premier signe de son intérêt pour l'aviation. Les supérieurs de Kesselring envisagèrent d'en faire un instructeur à l'école d'artillerie et d'ingénierie du fait de son expertise dans « les relations entre tactiques et technologies ».

## Première Guerre mondiale
Durant la Première Guerre mondiale, Kesselring servit avec son régiment en Lorraine jusqu'à la fin de l'année 1914 avant d'être transféré dans le 1er régiment d'artillerie de Bavière. Le 19 mai 1916, il fut promu Hauptmann (« capitaine ») et la même année, il fut à nouveau transféré dans le 3e régiment d'artillerie de Bavière. Il se distingua lors de la bataille d'Arras en 1917 en repoussant une attaque britannique. Pour son service sur le front de l'Ouest, il reçut la croix de fer de 1re et 2e classe.
En 1917, détaché à l'état-major, il servit sur le front de l'Est dans l'état-major de la 1re division bavaroise avant de retourner sur le front de l'Ouest en 1918 en tant qu'officier d'état-major des IIe et IIIe corps bavarois.

## Entre-deux-guerres

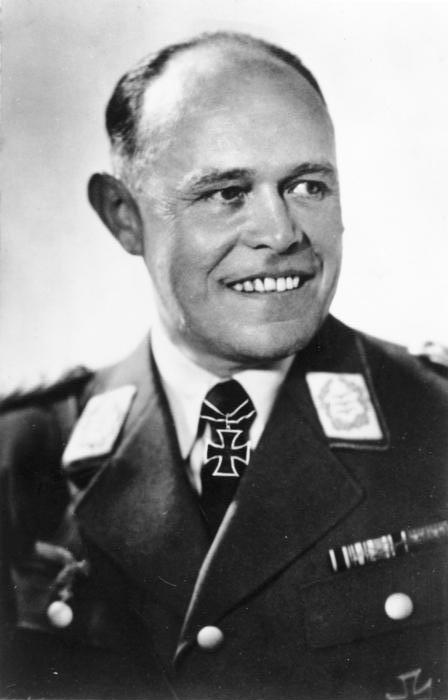
Albert Kesselring en 1939.

À la fin de la guerre, Kesselring participa à la démobilisation, imposée par le traité de Versailles, du IIIe corps bavarois se trouvant dans la région de Nuremberg. Une dispute avec le chef du Freikorps local entraîna l'émission d'un mandat d'arrêt pour son implication présumée dans un putsch contre le commandant du IIIe corps bavarois et Kesselring fut emprisonné. Il fut rapidement libéré mais son supérieur, le major Hans Seyler, le condamna pour « ne pas avoir montré la discrétion demandée ».
De 1919 à 1922, Kesselring fut commandant d'une batterie d'artillerie dans le 24e régiment d'artillerie. Il rejoignit la Reichswehr le 1er octobre 1922 et fut affecté au département d'entraînement du ministère de la Défense à Berlin. Il resta à ce poste jusqu'en 1929 avant de retourner en Bavière en tant que commandant du district militaire VII à Munich. Au sein du ministère de la Défense, Kesselring fut impliqué dans l'organisation de l'armée dont il réduisit les effectifs pour former la meilleure armée possible avec les ressources limitées disponibles. Il réforma le département du matériel militaire et posa les bases des efforts de recherche et développement pour produire de nouvelles armes et tactiques. Il participa aux manœuvres militaires secrètes en Union soviétique en 1924 et dans le prétendu « Grand Plan » visant à créer une armée de 102 divisions qui fut préparé en 1923 et 1924. En 1930, Kesselring fut promu oberstleutnant (« lieutenant-colonel ») et passa deux ans à Dresde avec le 4e régiment d'artillerie.
Contre sa volonté, Kesselring fut renvoyé de l'armée le 1er octobre 1933 et fut nommé directeur du département administratif du commissariat à l'Aviation du Reich (Reichskommissariat für die Luftfahrt), l'ancêtre du ministère de l'Aviation du Reich (Reichsluftfahrtministerium), avec le grade d'oberst (« colonel »). Comme le traité de Versailles interdisait à l'Allemagne d'avoir une force aérienne, le commissariat était une agence civile et la Luftwaffe ne fut formellement établie qu'en 1935. En tant que chef de l'administration, il fut impliqué dans la recréation de l'industrie aéronautique, la construction d'usines secrètes, la formation d'alliances avec les industriels et les ingénieurs aéronautiques. Il fut promu generalmajor (« major-général ») en 1934 et generalleutnant (« lieutenant-général ») en 1936. Comme les autres généraux du Troisième Reich, il recevait des paiements personnels d'Adolf Hitler ; 6 000 RM dans le cas de Kesselring, une somme considérable pour l'époque.
Il apprit à voler à 48 ans car il considérait qu'une connaissance personnelle de tous les aspects de l'aviation était cruciale pour pouvoir commander des aviateurs même s'il était conscient que les retardataires comme lui n'impressionnaient pas les vieux pionniers ou les jeunes pilotes. Il s'exerça sur divers appareils monomoteurs ou multimoteurs et continua de voler trois ou quatre jours par semaine jusqu'en mars 1945. Ses vols l'emmenaient parfois au-dessus des camps de concentration d'Oranienburg, de Dachau et de Buchenwald.
Après la mort du lieutenant-général Walther Wever dans un accident aérien, Kesselring devint le chef d'état-major de la Luftwaffe le 3 juin 1936. À ce poste, il supervisa l'expansion de la Luftwaffe, l'acquisition de nouveaux appareils comme le Messerschmitt Bf 109 et le Junkers Ju 87 et le développement des troupes aéroportées. Comme de nombreux autres anciens officiers de l'armée, il tendait à considérer que la puissance aérienne se trouvait dans le rôle tactique de l'aviation et son soutien aux opérations terrestres. Kesselring et Hans-Jürgen Stumpff, sont généralement accusés d'avoir délaissé le bombardement stratégique en faveur de l'appui aérien rapproché avec l'armée. Il semble cependant que les deux plus grands défenseurs du bombardement tactique étaient en réalité Hugo Sperrle et Hans Jeschonnek. Ces hommes étaient des aviateurs professionnels impliqués dans les services aériens allemands dès le début de leurs carrières. Le rôle tactique de la Luftwaffe ne fut pas imposé par les pressions de l'armée ou par d'anciens membres de l'armée comme Kesselring mais plutôt parce qu'il convenait à l'approche existante de la Luftwaffe en faveur d'opérations interarmes. De plus, de nombreux commandants de la Luftwaffe pensaient que les bombardiers moyens étaient suffisamment puissants pour mener des opérations de bombardement stratégique contre les ennemis les plus probables de l'Allemagne : le Royaume-Uni et la France.
La principale tâche de Kesselring durant cette période était le soutien à la légion Condor dans la guerre d'Espagne. Cependant, son mandat fut terni par les conflits personnels et professionnels avec son supérieur, le général Erhard Milch, et Kesselring demanda à être remplacé. Le chef de la Luftwaffe, Hermann Göring, accepta et Kesselring devint le commandant du IIIe district aérien basé à Dresde. Le 1er octobre 1938, il fut promu General der Flieger (général des aviateurs) et devint commandant de la Luftflotte 1 stationnée à Berlin.

## Seconde Guerre mondiale

### Pologne

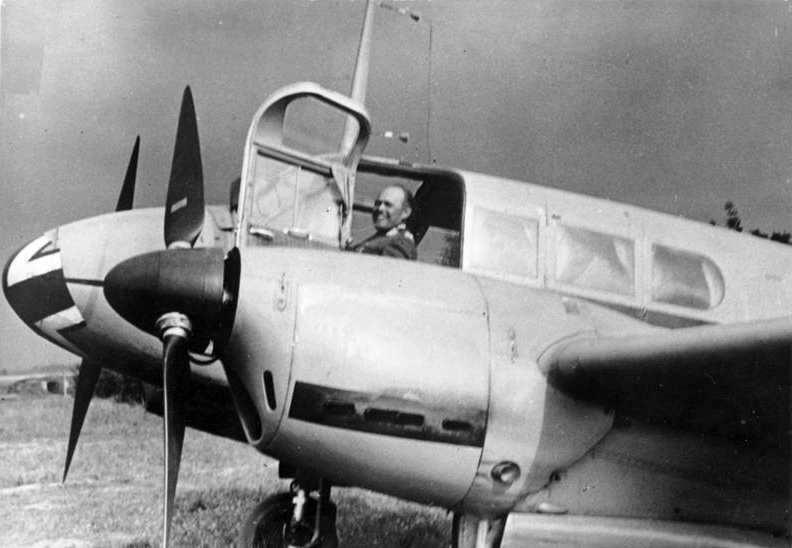
Kesselring à bord d'un Siebel Fh 104.

Durant la campagne de Pologne, la Luftflotte 1 de Kesselring opéra en soutien du groupe d'armées Nord commandé par le général Fedor von Bock. Même s'il n'était pas techniquement sous le commandement de von Bock, Kesselring travailla étroitement avec lui et faisait comme s'il était son supérieur. Kesselring s'efforça de fournir le meilleur appui aérien possible aux forces au sol et utilisa la flexibilité de l'aviation pour concentrer la force aérienne en des points précis, comme durant la bataille de la Bzura. Il tenta de neutraliser les transports polonais en bombardant Varsovie mais découvrit que même des bombes de 1 000 kg n'étaient pas toujours suffisantes pour détruire des ponts.
Kesselring fut lui-même abattu au-dessus de la Pologne par la force aérienne polonaise. Au total, il fut abattu cinq fois durant la Seconde Guerre mondiale. Pour ses actions durant la campagne polonaise, Hitler lui décerna personnellement la croix de chevalier de la croix de fer.

### Europe de l'Ouest
La Luftflotte 1 de Kesselring ne fut pas impliquée dans les préparatifs des opérations à l'Ouest. Elle resta en garnison à l'Est et établit de nouvelles bases aériennes et un réseau de défense aérienne en Pologne occupée. Cependant, après l'incident de Mechelen, au cours duquel un appareil transportant des copies du plan d'invasion dut faire un atterrissage forcé en Belgique à Mechelen-aan-de-Maas (en français, Malines-sur-Meuse), Göring limogea le commandant de la Luftflotte 2, le général Hellmuth Felmy, et nomma Kesselring à sa place. Il s'installa dans son nouveau quartier-général de Münster le lendemain, le 13 janvier 1940. Comme le chef d'état-major de Felmy, le major-général Josef Kammhuber, avait également été limogé, Kesselring le remplaça par son propre chef d'état-major, le major-général Wilhelm Speidel.

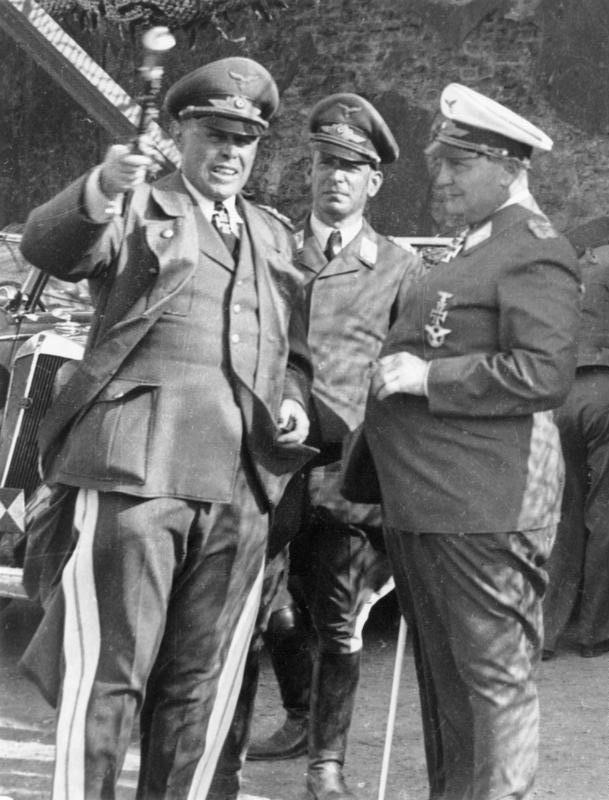
Kesselring (à gauche) avec son chef d'état-major, Wilhelm Speidel (au centre), et Hermann Göring (à droite) en 1940.

Arrivé à l'Ouest, Kesselring découvrit que la Luftflotte 2 opérait en soutien du groupe d'armées B de von Bock. Il hérita de Felmy, un plan aérien complexe demandant un minutage serré d'opérations regroupant des attaques aéroportées autour de Rotterdam et de La Haye pour s'emparer des aérodromes et des ponts. Les parachutistes étaient menés par le général Kurt Student et dépendaient d'un ralliement rapide des forces mécanisés. Pour faciliter cette tactique, Kesselring promit à von Bock le soutien aérien le plus complet possible. Les opérations aériennes et terrestres devaient cependant commencer simultanément et il n'y aurait pas de délais pour détruire l'Armée de l'air royale néerlandaise.
La bataille des Pays-Bas commença le 10 mai 1940. Les premières opérations aériennes se déroulèrent bien et l'aviation de Kesselring remporta rapidement la suprématie aérienne sur la petite force aérienne hollandaise mais les parachutistes rencontrèrent une forte opposition à La Haye et Rotterdam. Le 14 mai 1940, en réponse aux appels de soutien de Student, Kesselring ordonna le bombardement de Rotterdam et les incendies ravagèrent une grande partie de la ville.
Après la capitulation hollandaise le 14 mai 1940, la Luftflotte 2 continua de soutenir l'avancée des troupes allemandes en Belgique. Le 13 mai 1940, le général Heinz Guderian perça le front français sur la Meuse à Sedan. Pour soutenir cette progression, Kesselring transféra le 8e corps aérien de Wolfram von Richthofen à la Luftflotte 3. Le 24 mai, les forces alliées avaient été coupées en deux et l'armée allemande n'était plus qu'à 15 km de Dunkerque où étaient encerclés un grand nombre de soldats alliés. Néanmoins, le même jour, le général Gerd von Rundstedt ordonna un arrêt de l'avancée. Kesselring considéra cette décision comme une « erreur fatale ». L'état-major laissa aux appareils de Kesselring le soin d'empêcher l'évacuation de Dunkerque mais ces derniers furent gênés par le mauvais temps et la féroce opposition de la Royal Air Force britannique. Pour son rôle dans la campagne à l'Ouest, Kesselring fut promu generalfeldmarschall le 19 juillet 1940.

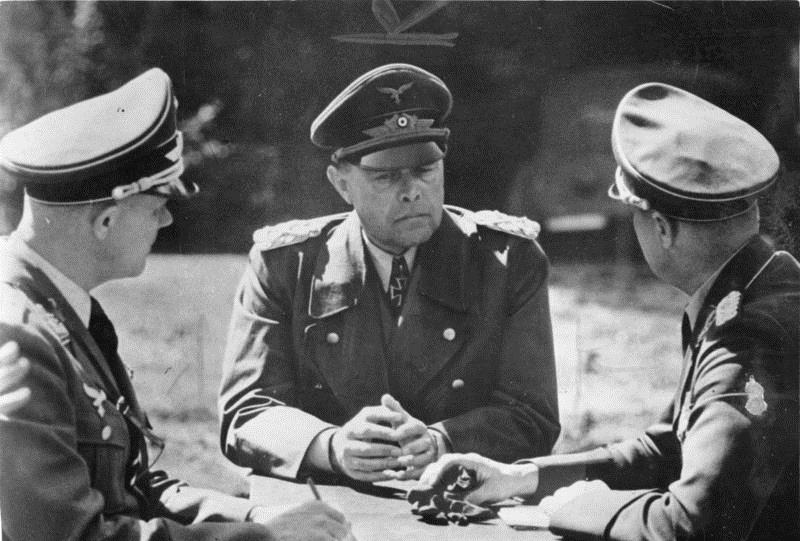
Kesselring en 1940 avec des officiers de la Luftwaffe.

À la suite de la bataille de France, la Luftflotte 2 de Kesselring fut engagée dans la bataille d'Angleterre et elle fut initialement chargée du bombardement du sud-est de l'Angleterre et de la région de Londres. Néanmoins, avec la progression de la bataille, le commandement changea et la Luftflotte 3 du maréchal Hugo Sperrle prit la responsabilité des opérations de nuit tandis que les opérations diurnes étaient confiées à la Luftflotte 2. Kesselring fut impliqué dans la préparation de nombreux raids dont le bombardement de Coventry en novembre 1940. Les appareils de Kesselring rapportèrent de nombreuses victoires mais ne parvinrent pas à remporter une victoire décisive.

### Invasion de l'Union soviétique
Même si elle avait été sélectionnée pour les opérations contre l'Union soviétique, la Luftflotte 2 resta à l'Ouest jusqu'en mai 1941. Il s'agissait en partie d'une mesure de diversion mais la décision était également liée au fait que les nouvelles bases aériennes en Pologne ne furent pas achevées avant le 1er juin 1941. Kesselring installa son nouvel état-major à Bielany dans la banlieue de Varsovie.
Au déclenchement de l'opération Barbarossa le 22 juin 1941, la Luftflotte 2 opéra en soutien du groupe d'armées Centre de Fedor von Bock. La mission de Kesselring était d'obtenir la supériorité aérienne et si possible la suprématie aérienne aussi rapidement que possible tout en soutenant les opérations au sol. Pour ce faire, elle disposait de plus d'un millier d'appareils, environ un tiers des effectifs de la Luftwaffe.
L'attaque allemande détruisit un grand nombre d'avions soviétiques au sol. Kesselring rapporta que durant la première semaine du conflit, la Luftflotte 2 avait détruit près de 2 500 appareils soviétiques au sol ou dans les airs. Même Göring trouva ces chiffres difficiles à croire et ordonna leur vérification. Avec l'avancée des troupes, ces données purent être confirmées et elles s'avérèrent sous-estimées. Quelques jours après l'attaque, Kesselring put voler en solo au-dessus du front à bord de son Focke-Wulf Fw 189.
Après avoir obtenu la suprématie aérienne, la Luftflotte 2 soutint la progression rapide des troupes blindées et déploya toute sa force aérienne pour s'opposer aux contre-attaques soviétiques. Maintenant que l'armée était convaincue de l'importance du soutien aérien, les unités au sol y faisaient trop souvent appel et Kesselring dut convaincre l'armée que le soutien aérien devrait être concentré en des points précis. Il s'efforça d'améliorer la coordination air-terre avec de nouvelles tactiques et la nomination du colonel Martin Fiebig pour commander personnellement le soutien aérien rapproché. Le 26 juillet, Kesselring rapporta la destruction de 165 chars, 2 136 véhicules et 194 pièces d'artillerie.
À la fin de l'année 1941, la Luftflotte 2 soutint l'offensive allemande contre Moscou appelée opération Typhon. Les raids sur Moscou se révélèrent dangereux car la ville possédait de bonnes bases aériennes et l'opposition des chasseurs et de la défense anti-aérienne était similaire à celle rencontrée durant la bataille d'Angleterre. Le mauvais temps qui handicapa les opérations au sol en octobre entrava encore plus les opérations aériennes. Néanmoins la Luftflotte 2 continua de mener d'importantes missions de reconnaissance, d'interception et de soutien au sol.

### Méditerranée et Afrique du Nord

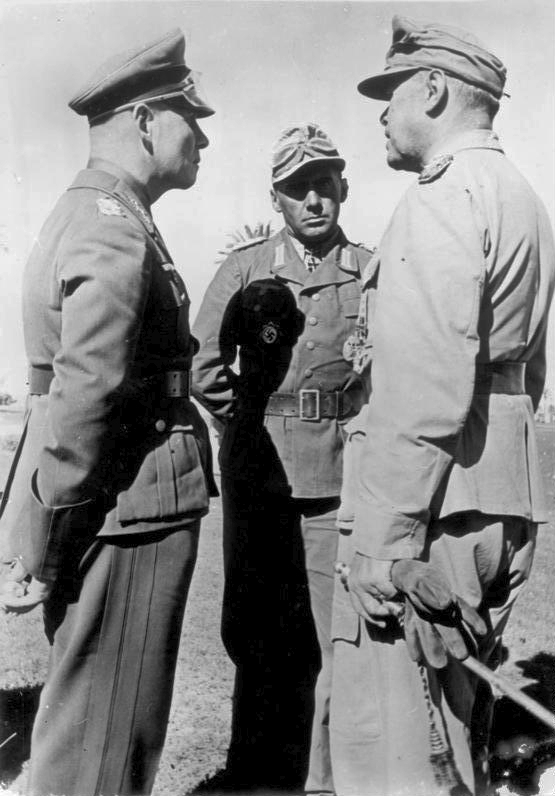
Kesselring (à droite) échange avec Erwin Rommel (à gauche) et Fritz Bayerlein (au centre) en janvier 1943 guerre mondiale.

En novembre 1941, Kesselring fut nommé commandant en chef des forces au Sud et fut transféré en Italie avec son état-major de la Luftflotte 2 qui fonctionna également comme état-major pour l'OB Süd jusqu'en janvier 1943 lorsque les deux commandements furent dissociés. En tant que commandant d'un théâtre d'opérations, il répondait directement à l'Oberkommando der Wehrmacht (OKW) et dirigeait les forces terrestres, aériennes et navales. Néanmoins, ses pouvoirs furent initialement limités car la plupart des unités allemandes étaient sous le contrôle opérationnel italien.
Kesselring s'efforça d'organiser et de protéger les convois de ravitaillement à destination de la Libye italienne. Il parvint à gagner la supériorité aérienne et à neutraliser Malte qui servait de base aérienne et navale pour les Britanniques. Sans le ravitaillement et en particulier le pétrole acheminé par les convois, les forces de l'Axe en Afrique du Nord ne pourraient mener leurs opérations. Grâce à divers expédients, Kesselring augmenta fortement le ravitaillement destiné à l'Afrikakorps du général Erwin Rommel en Libye. Une fois ses forces renforcées, Rommel prépara une attaque contre les positions britanniques à Gazala tandis que Kesselring planifiait l'opération Herkules, une attaque aéronavale contre Malte avec la division Folgore italienne et la brigade Ramcke allemande. En envahissant Malte, Kesselring espérait sécuriser les voies de communication et de ravitaillement avec l'Afrique du Nord.
Pour la bataille de Gazala, Rommel divisa ses forces en deux et prit le commandement des unités mobiles de l'Afrikakorps et du XXe corps motorisé italien qu'il mena contre le flanc sud de la VIIIe armée britannique du lieutenant-général Neil Ritchie. Rommel laissa le commandement de l'infanterie des Xe et XXIe corps italiens au général Ludwig Crüwell pour qu'il fixe la VIIIe armée. Crüwell fut cependant capturé le 29 mai 1942 et en tant qu'officier le plus gradé, Kesselring prit le commandement personnel de son groupe. Se rendant à bord de son Fieseler Fi 156 à une réunion, il fut pris pour cible par des troupes britanniques à l'arrière du front allemand. Kesselring  ordonna une attaque aérienne avec tous les Stukas et Jabos disponibles qui mirent en déroute les forces britanniques.
Kesselring et Rommel étaient en désaccord sur la conduite de ce dernier à la bataille de Bir Hakeim. Les premiers assauts d'infanterie de Rommel n'avaient pas permis de capturer cette position vitale tenue par la 1re division française libre du général Marie-Pierre Kœnig. Rommel avait fait appel à un soutien aérien mais n'était pas parvenu à briser les lignes ennemies, ce que Kesselring attribua à une mauvaise coordination entre les troupes au sol et l'aviation. Bir Hakeim fut évacué le 10 juin 1942. Kesselring fut plus impressionné par les résultats de l'assaut réussi de Rommel contre Tobrouk le 21 juin pour lequel Kesselring déploya des appareils supplémentaires venus de Grèce et de Crète. Pour son rôle dans la campagne, Kesselring reçut la croix de chevalier de la croix de fer avec feuilles de chêne et glaives.
À la suite de la victoire de Tobrouk, Rommel persuada Hitler d'autoriser une attaque de l'Égypte au lieu de l'invasion de Malte malgré les objections de Kesselring. Les troupes aéroportées rassemblées pour l'opération Herkules furent envoyées à Rommel. L'attaque fut initialement couronnée de succès et Rommel remporta la bataille de Mersa Matruh mais comme l'avait prédit Kesselring, les problèmes logistiques s'accrurent et la première bataille d'El Alamein, la bataille d'Alam el Halfa et la seconde bataille d'El Alamein furent des sévères défaites allemandes. Kesselring considérait Rommel comme un excellent général à la tête de troupes rapides au niveau du corps d'armée mais pensait qu'il était trop changeant et lunatique pour un commandement supérieur. Pour Kesselring, la dépression nerveuse et l'hospitalisation de Rommel à la fin de la campagne d'Afrique ne firent que confirmer ce constat.
Kesselring fut brièvement considéré comme un successeur possible au maréchal Wilhelm Keitel en tant que chef d'état-major de l'OKW en septembre 1942. Cela démontrait la haute estime de Kesselring chez Hitler mais aucun changement n'eut finalement lieu. En octobre 1942, Kesselring reçut le commandement direct de toutes les forces armées allemandes sur le théâtre méditerranéen à l'exception du groupe d'armées Afrique de Rommel. Son commandement s'étendit également aux troupes de l'Axe en Grèce et dans les Balkans jusqu'à la fin de l'année.

### Tunisie
Les débarquements alliés en Afrique du Nord en novembre furent une surprise pour les Allemands qui se trouvèrent pris à revers. Kesselring ordonna à Walther Nehring, l'ancien commandant de l'AfrikaKorps qui revenait sur le front après avoir été blessé lors de la bataille d'Alam el Halfa, de prendre le commandement des forces de l'Axe en Tunisie. Nehring devait établir une tête de pont en Tunisie et avancer le plus à l'ouest possible pour obtenir un espace de manœuvre. En décembre, le commandant allié, le général Eisenhower, dut reconnaître que la phase finale de l'opération Torch avait échoué puisqu'il n'était pas parvenu à chasser l'Axe de Tunisie et devait donc se préparer à une lutte prolongée.
Ayant repris l'initiative, Kesselring prépara une offensive visant à chasser les Alliés d'Afrique du Nord. Il infligea une sévère défaite aux Alliés lors de la bataille de Kasserine mais la forte résistance alliée et les erreurs de l'Axe stoppèrent sa progression. Kesselring se concentra alors sur le renforcement de sa position en acheminant le ravitaillement nécessaire depuis la Sicile mais ses efforts furent contrariés par les avions et les sous-marins alliés. Une offensive alliée en avril perça le front et entraîna l'effondrement des positions de l'Axe en Tunisie. Près de 275 000 soldats allemands et italiens furent capturés mais Kesselring était parvenu à retenir les Alliés en Tunisie durant six mois et ces derniers furent obligés de repousser l'invasion de la France du milieu de l'année 1943 au milieu de l'année 1944.

### Campagne d'Italie

#### Sicile

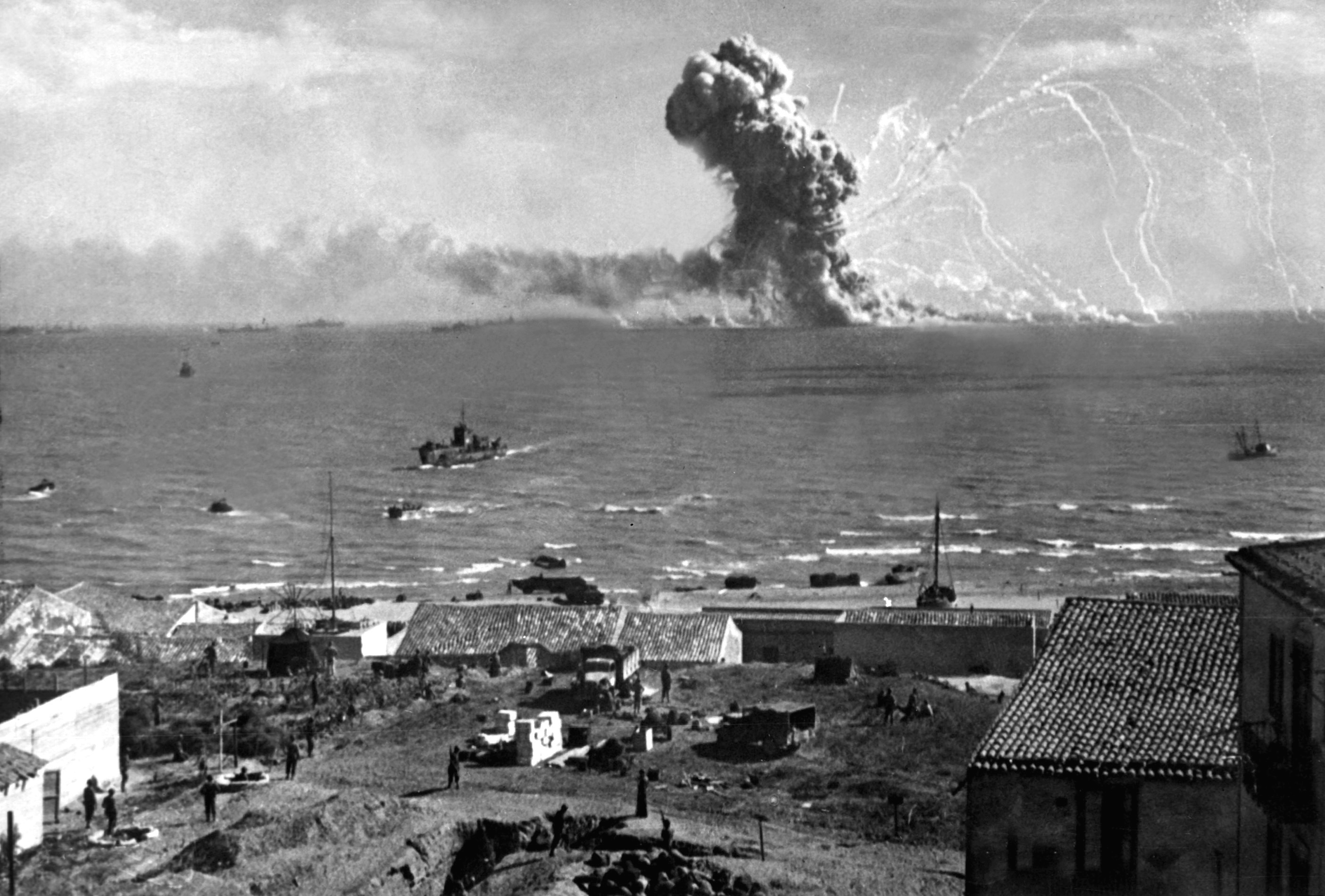
Le liberty ship Robert Rowan explose après avoir été touché par une bombe allemande au large de Gela le 11 juillet 1943.

Kesselring s'attendait à un débarquement allié en Sicile car ce dernier pouvait être couvert par l'aviation basée en Tunisie et à Malte. Il renforça les six divisions côtières et les quatre divisions mobiles italiennes avec deux divisions allemandes, la 15e panzerdivision et la division « Hermann Göring », toutes deux reconstituées après avoir été détruites en Tunisie. Kesselring était bien conscient que sa force était assez puissante pour repousser des incursions mais qu'elle ne pourrait pas résister à une invasion à grande échelle. Sa stratégie était donc de repousser l'invasion alliée en lançant une contre-offensive immédiate et chargea le colonel Paul Conrath de la division « Hermann Göring » de la mener dès le début des débarquements, avec ou sans les ordres du commandant de l'île, le général Alfredo Guzzoni.
Kesselring espérait que la flotte d'invasion alliée offrirait de bonnes cibles pour les U-Boots mais les résultats furent décevants. L'U-953 coula deux péniches de débarquement américaines et, avec l'U-375, coula trois navires d'un convoi britannique les 4 et 5 juillet tandis que l'U-371 torpilla un liberty-ship et un navire-citerne le 10 juillet. La pression des forces aériennes alliées obligea la Luftflotte 2, commandée depuis juin par Wolfram von Richthofen à retirer la plupart de ses appareils sur la péninsule italienne.
L'invasion alliée de la Sicile fut accueillie par une forte résistance. Un Stuka coula le destroyer USS Maddox, un Bf 109 détruisit une péniche de débarquement et un transport de munitions explosa sans faire de victimes quelques heures après avoir été bombardé par un Ju 88. Ignorant que Guzzoni avait déjà ordonné une contre-attaque le 11 juillet, Kesselring contourna la chaîne de commandement et ordonna à la division « Hermann Göring » d'attaquer immédiatement les plages du débarquement dans l'espoir de battre les Américains avant qu'ils n'aient eu le temps de débarquer leur artillerie et leurs blindés. Même si ses troupes infligèrent une « bonne raclée » aux Américains, elles ne parvinrent pas à rejeter les Alliés à la mer.
Kesselring s'envola pour la Sicile le 12 juillet pour évaluer la situation et comprit que l'île devrait finalement être évacuée. Il décida néanmoins de résister et renforça les troupes en Sicile avec la 29e division allemande le 15 juillet. Kesselring retourna en Sicile le 16 juillet en hydravion pour donner ses consignes au commandant allemand, le général Hans-Valentin Hube. Ne pouvant pas offrir un soutien aérien efficace, Kesselring donna à Hube le commandement des canons anti-aériens de l'île même si cela était contraire à la doctrine de la Luftwaffe. Finalement, Kesselring parvint à retenir les Alliés en Sicile durant un mois et la conquête alliée de l'île ne fut pas achevée avant le 17 août.
L'évacuation de l'île, qui commença le 10 août, fut peut-être l'action la plus brillante de la campagne. Malgré la supériorité alliée sur terre, sur mer et dans les airs, Kesselring parvint à évacuer 40 000 hommes mais également 96 605 véhicules, 94 canons, 47 chars, 1 100 t de munitions, 970 t de pétrole et 15 000 t de matériel. Il parvint à obtenir une coordination presque parfaite entre les trois branches de l'armée sous son commandement, ce que n'était pas parvenu à faire son adversaire, Eisenhower.

#### Invasion de l'Italie
Après la chute de la Sicile, l'OKW craignit que l'Italie ne se retire du conflit mais Kesselring restait confiant dans la volonté de résistance des Italiens. L'OKW considérait Kesselring et Enno von Rintelen comme trop italiens et commencèrent à contourner leur commandement en envoyant Rommel dans le nord de l'Italie et Student à Rome où son 1er corps de parachutistes devait occuper la capitale en cas de défection italienne. Benito Mussolini fut renversé le 25 juillet 1943 et Rommel et l'OKW commencèrent à planifier l'occupation du pays et le désarmement de l'armée italienne. Kesselring fut tenu à l'écart de ces plans.

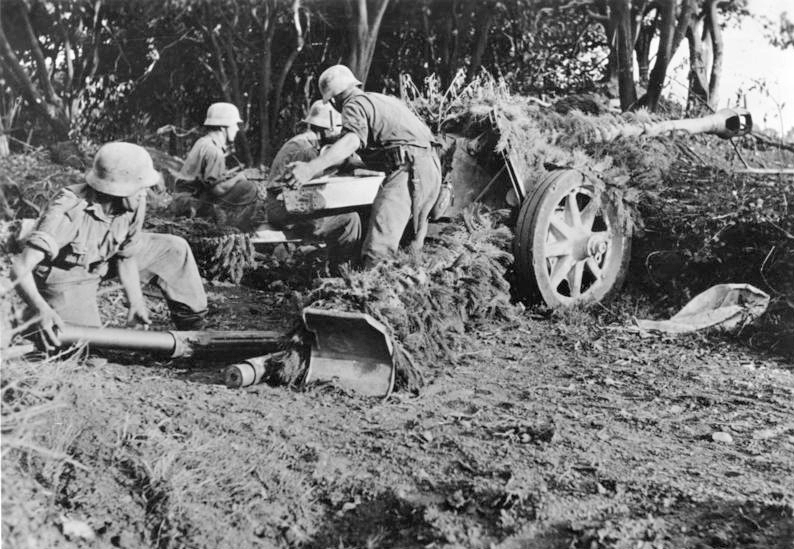
Un canon anti-char près de Salerne.

Sur les conseils de Rommel et du général Alfred Jodl, Hitler décida que la péninsule italienne ne pourrait pas être tenue sans le soutien de l'armée italienne. Kesselring reçut l'ordre de se retirer du sud de l'Italie et de regrouper son groupe d'armées C avec le groupe d'armées B de Rommel dans le Nord de l'Italie où ce dernier assumerait le commandement de la nouvelle force. Kesselring fut pressenti pour un commandement en Norvège.
Il fut consterné par la perspective d'abandonner l'Italie car cela exposerait le Sud de l'Allemagne aux bombardiers basés en Italie et à une offensive alliée dans la plaine du Pô. Il considérait que cela était complètement inutile car il était certain que Rome pouvait être tenue jusqu'à l'été 1944. Il basait cette affirmation sur la croyance que les Alliés ne mèneraient pas d'opérations en dehors de leur couverture aérienne, qui à ce moment ne s'étendait que jusqu'à Salerne. Kesselring présenta sa démission le 14 août 1943.
Le général SS Karl Wolff, le plus haut-gradé SS en Italie, intervint auprès d'Hitler pour le compte de Kesselring. Wolff décrivit Rommel comme « politiquement peu fiable » et avança que la présence de Kesselring dans le Sud de l'Italie était vitale pour éviter une défection italienne précoce. Suivant l'avis de Wolff, Hitler refusa la démission de Kesselring.
L'Italie signa un armistice avec les Alliés le 8 septembre. Kesselring se rendit à Rome pour sécuriser la ville en prévision d'une invasion alliée. Il ordonna à la 3e division d'infanterie et à la 2e division parachutiste de se rapprocher de la ville tandis qu'un détachement tentant en vain de capturer l'état-major italien à Monterotondo. Les deux divisions de Kesselring affrontèrent cinq divisions italiennes dont deux blindées mais il parvint à disperser les forces italiennes et à sécuriser la ville en deux jours.
Dans toute l'Italie, les Allemands désarmèrent rapidement les unités italiennes. Rommel déporta les soldats italiens, à l'exception de ceux souhaitant combattre avec les Allemands, en Allemagne pour qu'ils travaillent dans l'industrie de guerre ; les unités italiennes dans la zone de Kesselring furent dissoutes et leurs hommes furent autorisés à rentrer chez eux. Le général italien Gonzaga refusa de désarmer sa 222e division côtière et fut exécuté. Une grande partie de la 184e division aéroportée se rangea du côté allemand et forma la base de la 4e division parachutiste allemande. Mussolini fut secouru par les Allemands durant l'opération Eiche, un raid planifié par Kurt Student et exécuté par Otto Skorzeny le 12 septembre. Les détails de l'opération furent délibérément, mais en vain, cachés à Kesselring. Hitler commenta que « Kesselring est trop honnête pour ces traîtres-nés là-bas ».
L'Italie était devenu de fait un pays occupé et la décision italienne de changer de camp engendra du mépris pour les Italiens chez les Allemands et les Alliés et cela eut d'importantes conséquences.

#### Salerne

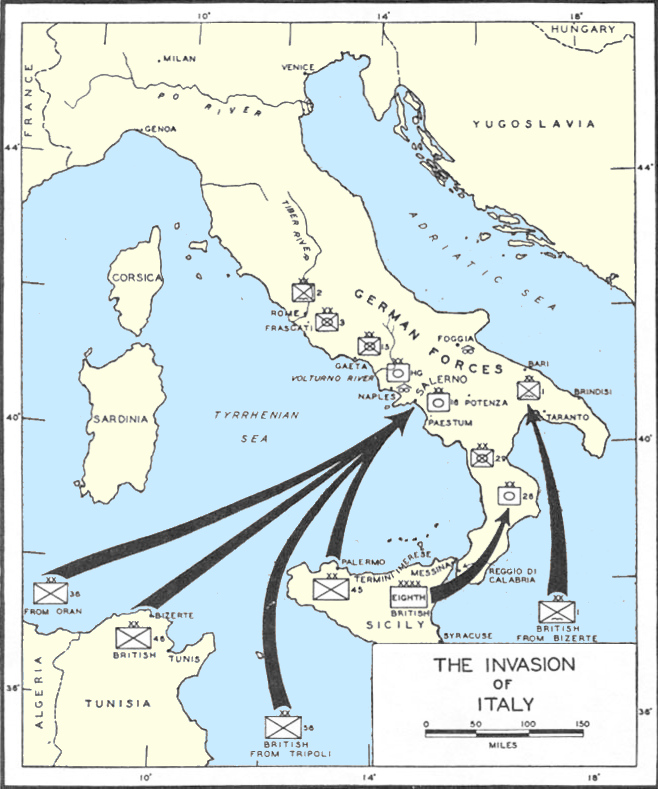
Invasion de la péninsule italienne.

Lors de la bataille de Salerne en septembre 1943, Kesselring ordonna à la 10e armée du général Heinrich von Vietinghoff de lancer une grande contre-attaque contre les débarquements alliés. L'offensive causa de lourdes pertes aux forces alliées qui furent repoussés dans de nombreuses zones et pendant un temps, les commandants alliés envisagèrent d'évacuer la tête de pont. La proximité des aérodromes allemands permit à la Luftflotte 2 de déployer 120 appareils dans la zone de Salerne le 11 septembre 1943. Avec les bombes planantes Fritz X, les Allemands touchèrent le cuirassé HMS Warspite et les croiseurs HMS Uganda et USS Savannah tandis qu'un liberty ship fut coulé le 14 septembre et un autre fut endommagé le jour suivant. L'offensive allemande échoua finalement à rejeter les Alliés à la mer car les tirs des navires alliés décimèrent les unités allemandes en progression. Le 17 septembre 1943, la résistance alliée et la progression de la VIIIe armée britannique poussèrent Kesselring à stopper l'attaque et à se retirer.

Lignes défensives allemandes au sud de Rome.

Kesselring avait été battu mais il avait gagné un temps précieux. Contre les ordres qu'il avait reçu, Kesselring avait préparé des positions de repli sur les lignes Volturno, Barbara et Bernhardt. Il fallut près d'un mois de durs combats pour que les Alliés arrivent sur la position principale de Kesselring, la ligne Gustave en novembre 1943. Dans ses mémoires, Kesselring écrivit qu'il aurait opposé une plus grande résistance s'il avait pu avoir accès aux troupes gardées « inutilement » sous le commandement de Rommel au Nord.
En novembre 1943, Kesselring rencontra Hitler et lui présenta une évaluation optimiste de la situation en Italie en affirmant qu'il pourrait retenir les Alliés au sud de Rome sur la ligne Gustave. Kesselring promit également qu'il pourrait empêcher les Alliés d'atteindre les Apennins durant au moins six mois. En conséquence, Hitler ordonna le 6 novembre à Rommel et à son quartier-général du groupe d'armées B de prendre en charge le mur de l'Atlantique et de préparer la résistance aux attaques alliées attendues pour le printemps 1944. Le 21 novembre 1943, Kesselring reprit le commandement de toutes les forces allemandes en Italie. Hitler expliqua par la suite, « j'ai toujours reproché à Kesselring de voir les choses avec trop d'optimisme… Les événements ont prouvé que Rommel avait tort et que j'avais eu raison de laisser le commandement au maréchal Kesselring, que je voyais comme un incroyable idéaliste politique mais également comme un militaire optimiste et je pense qu'un commandement sans optimisme est impossible ».
La Luftwaffe obtint un succès notable dans la nuit du 2 décembre 1943 lorsque 105 bombardiers Ju 88 bombardèrent le port de Bari. Utilisant habilement les paillettes pour tromper les radars alliés, ils découvrirent le port rempli de navires alliés bien éclairés. Deux transports de munitions et un navire-citerne furent touchés et les explosions et les incendies causèrent des dégâts dans tout le port. Seize navires furent coulés, huit furent endommagés et près de 1 000 militaires et 1 000 civils furent tués. Le port resta hors service pendant trois semaines.

#### Cassino et Anzio

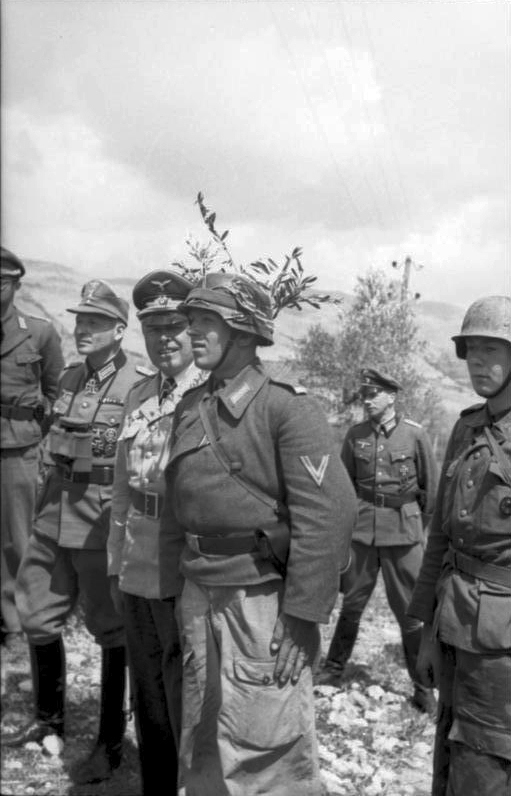
Kesselring inspecte le front près du mont Cassin en avril 1944. Il essayait de maintenir le contact avec les troupes de première ligne avec de fréquentes tournées d'inspection.

La première tentative de percée de la ligne Gustave eut lieu lors de la bataille de Monte Cassino en janvier 1944 et rencontra un succès initial car le Xe corps britannique avait percé la ligne tenue par la 94e division d'infanterie et menaçait l'ensemble du front allemand. Même si Kesselring avait été averti de l'imminence d'un débarquement allié, il se dépêcha de déployer ses réserves, les 29e et 90e divisions d'infanterie sur le front de Cassino. Elles furent capables de stabiliser les positions allemandes mais abandonnèrent la défense de Rome. Kesselring considéra qu'il avait fait une erreur lorsque les Alliés débarquèrent sur l'arrière de ses troupes à Anzio. Bien que pris par surprise, Kesselring agit rapidement pour reprendre le contrôle de la situation en ordonnant à la 14e armée du général Eberhard von Mackensen de se déployer au mont Cassin depuis le nord de l'Italie. En février, Kesselring parvint à reprendre l'offensive à Anzio mais ses forces furent incapables d'écraser la tête de pont alliée et Kesselring critiqua l'OKW, von Mackensen et lui-même pour des erreurs évitables.
Dans le même temps, les sanglants combats au mont Cassin en février 1944 débouchèrent sur une quasi-percée alliée dans la vallée du Liri. Pour tenir le bastion du mont Cassin, Kesselring déploya la 1re division parachutiste, une unité « exceptionnellement bien entraînée et conditionnée », le 26 février. Malgré de lourdes pertes et l'utilisation de quantités énormes de munitions, une offensive alliée en mars 1944 échoua à percer la ligne Gustave.
Le 11 mai 1944, le général Harold Alexander lança l'opération Diadem qui permit finalement de franchir la ligne Gustave et d'obtenir le retrait de la 10e armée allemande. La percée se produisit entre les 10e et 14e armées allemandes qui furent menacées d'encerclement. Pour cet échec, Kesselring limogea Mackensen et le remplaça par le général Joachim Lemelsen. Heureusement pour les Allemands, le lieutenant-général Mark Clark, obsédé par la prise de Rome, ne profita pas de son avantage et la 10e armée parvint à se replier et à rejoindre la 14e armée sur la ligne de défense suivante, la ligne Trasimène.
Le 19 juillet 1944, Kesselring fut récompensé par la croix de chevalier de la croix de fer avec feuilles de chêne, glaives et brillants remise par Hitler dans son quartier-général de Rastenburg en Prusse-Orientale. Le lendemain, Hitler fut la cible d'un attentat. Informé de l'événement dans la soirée par Göring, Kesselring, comme de nombreux autres officiers supérieurs, envoya un télégramme à Hitler réaffirmant sa loyauté.
Tout au long de l'été 1944, Kesselring poursuivit les combats tout en se repliant lentement sur la puissante Ligne gothique au nord de Florence où il parvint à stopper l'avancée alliée. Le 25 octobre 1944, la voiture de Kesselring percuta une pièce d'artillerie à une intersection routière. Il fut grièvement blessé à la tête et au visage et ne reprit son commandement qu'en janvier 1945.

#### Protection de la population et du patrimoine italien
Kesselring travailla avec acharnement pour éviter la destruction du patrimoine culturel de nombreuses villes italiennes comme Rome, Florence, Sienne et Orvieto. Dans certains cas, des ponts historiques comme le Ponte Vecchio de Florence furent piégés au lieu d'être détruits. D'autres ponts anciens de la ville furent cependant détruits sur ses ordres et il ordonna la démolition d'une partie du cœur historique pour ralentir la progression alliée sur l'Arno. Kesselring soutint les Italiens lorsqu'ils déclarèrent que Rome, Florence et Chieti étaient des villes ouvertes. Dans le cas de Rome, cette décision empêcha les Allemands de profiter de l'avantage tactique provenant de la défense des ponts sur le Tibre. Ces déclarations ne furent cependant jamais reconnues par les Alliées car les villes n'étaient pas démilitarisées et restaient des centres industriels et gouvernementaux. Rome fut ainsi bombardée plus de cinquante fois par les Alliés dont l'aviation attaqua également Florence. En pratique le statut de ville ouverte avait peu d'importance.
Kesselring tenta de préserver l'abbaye du Mont-Cassin en évitant son occupation, même si elle offrait un point d'observation remarquable sur le champ de bataille. Les Alliés refusèrent cependant de croire que le monastère ne serait pas utilisé pour orienter les tirs allemands sur leurs lignes : au matin du 15 février 1944, 142 B-17, 47 B-25 et 40 B-26 larguèrent 1 150 t de bombes sur l'abbaye réduite à un tas de ruines. Après sa destruction, les décombres du monastère furent utilisés par les Allemands. Kesselring savait que certaines œuvres d'art retirées du mont Cassin pour les protéger avaient été saisies par Hermann Göring pour sa propre collection. Il fit exécuter certains soldats allemands pour pillage. Kesselring recevait des rapports journaliers sur les efforts de préservation du patrimoine et son intérêt pour le sujet contribua à la grande proportion qui fut épargnée par la guerre.

#### Crimes de guerre
Dans la nuit du 23 au 24 mars 1944, un commando de quinze hommes de l'OSS américain débarqua sur la côte ligure dans le cadre de l'opération Ginny II visant à détruire les entrées de deux tunnels stratégiques. Leurs navires furent cependant repérés et ils furent capturés par un groupe de soldats allemands et italiens. Le 26 mars, ils furent exécutés en application de l'« ordre commando » délivré par Hitler à la suite du débarquement de Dieppe en 1942. Le général Anton Dostler, qui avait signé l'ordre d'exécution fut condamné à mort après la guerre et exécuté le 1er décembre 1945.
Le 23 mars 1944, 33 policiers germanophones du Polizeiregiment Bozen issus de la province italienne du Tyrol du Sud et trois civils italiens furent tués par l'explosion d'une bombe et lors de la fusillade qui suivit (attentat de Via Rasella). En réponse, Hitler approuva la proposition du général Eberhard von Mackensen, commandant de la 14e armée responsable du secteur de Rome, d'exécuter dix Italiens pour chaque policier tué. La tâche fut confiée au lieutenant-colonel Herbert Kappler qui, ne trouvant pas suffisamment de détenus dans les prisons de la ville, organisa une rafle dans le quartier juif. Au cours du massacre qui suivit, 335 civils italiens furent exécutés.
La chute de Rome le 4 juin 1944 plaça Kesselring dans une situation délicate car ses forces se repliaient depuis la ville vers la Ligne gothique. La vulnérabilité des Allemands n'échappa pas au général Alexander qui appela à la radio les Italiens à tuer les Allemands « où qu'ils soient ». Kesselring répondit en autorisant l'« emploi massif de l'artillerie, des lance-grenades, des mortiers, des automitrailleuses, des lance-flammes et des autres équipements militaires » contre les résistants italiens. Il délivra également un ordre promettant l'impunité aux soldats qui « excédent notre modération normale ». Que ce soit ou non à la suite de la ligne dure de Kesselring, des massacres furent perpétrés par la division « Hermann Göring » à Stia en avril, à Civitella en juin et à Bucine en juillet 1944, par la 26e division blindée à Fucecchio le 23 août 1944 et par la 16e division mécanisée SS à Sant'Anna di Stazzema en août 1944 et à Marzabotto en septembre et octobre 1944.
En août 1944, Kesselring fut informé par Rudolf Rahn, l'ambassadeur allemand auprès de la République sociale italienne, que Mussolini avait émis des protestations envers l'exécution de citoyens italiens. En réponse, Kesselring délivra un ordre à ses troupes le 21 août déplorant les incidents qui avaient « terni la réputation et la discipline de la Wehrmacht allemande et qui n'avaient plus rien à voir avec les opérations de représailles » et il lança des enquêtes sur les cas précis mentionnés par Mussolini. Entre le 21 juillet et le 25 septembre 1944, 624 Allemands furent tués, 993 furent blessés et 872 furent portés disparus dans les opérations de contre-insurrection tandis qu'environ 9 520 partisans furent tués.
Kesselring employa les juifs de Rome comme main-d'œuvre forcée pour la construction des fortifications comme il l'avait fait auparavant avec ceux de Tunis. Il avait besoin d'une main-d'œuvre abondante étant donné l'ampleur des travaux nécessaires et il résista à la déportation des juifs romains en avançant qu'il n'avait pas les ressources nécessaires à l'application de cet ordre. Hitler transféra alors la responsabilité à la SS qui déporta environ 8 000 juifs romains. Durant l'occupation allemande de l'Italie, les Allemands auraient tué environ 46 000 Italiens dont 7 000 juifs.

### Allemagne
Après avoir récupéré de son accident de voiture, Kesselring remplaça le maréchal Gerd von Rundstedt à la tête de l'OB West le 10 mars 1945. À son arrivée, il dit à son nouvel état-major, « messieurs, je suis le nouveau V3 » en référence au canon V3 dont les prototypes étaient utilisés sur le Front de l'Ouest. Étant donné la situation désespérée du Front de l'Ouest, il s'agissait d'un nouveau signe de l'optimisme légendaire de Kesselring. Il continuait de décrire comme « lucide » l'évaluation d'Hitler de la situation selon laquelle les Allemands étaient sur le point d'infliger une défaite historique aux Soviétiques puis de se retourner contre les Alliés occidentaux et les chasser du continent. Kesselring était donc déterminé à « tenir » à l'Ouest jusqu'à ce que la bataille décisive ait lieu à l'Est. Il approuva l'ordre d'Hitler de pendre les déserteurs à l'arbre le plus proche et lorsqu'un officier d'état-major essaya de démontrer à Kesselring que la situation était désespérée, il lui répondit qu'il avait parcouru tout l'arrière de l'armée et qu'il n'avait pas vu un seul pendu.
Au début du mois de mars, le Front de l'Ouest longeait approximativement le Rhin à deux importantes exceptions près : la tête de pont américaine sur le Rhin à Remagen et un large saillant allemand à l'ouest du Rhin, en Sarre et dans le Palatinat. Il fut envisagé d'évacuer ce saillant mais l'OKW refusa. Lorsque Kesselring se rendit au quartier-général des 1re et 7e armées dans le saillant le 13 mars 1945, le commandant du groupe d'armées, le général Paul Hausser et les commandants des deux armées lui affirmèrent que la défense du saillant entraînerait de lourdes pertes ou la destruction complète des forces s'y trouvant. Le général Hans-Gustav Felber de la 7e armée considérait que cette seconde issue était la plus probable. Kesselring insista néanmoins pour que le saillant soit défendu.
Le saillant était déjà attaqué sur ses flancs par les troupes américaines de la 3e armée du lieutenant-général George Patton et de la 7e armée du lieutenant-général Alexander Patch. Les positions allemandes s'effondrèrent rapidement et Hitler accepta avec réticence un repli. Les deux armées allemandes avaient subi de lourdes pertes, 113 000 hommes contre 17 000 pour les Alliés mais elles avaient néanmoins évité un encerclement et avaient mené une action retardatrice efficace car les derniers soldats allemands quittèrent la berge occidentale du Rhin le 25 mars 1945.
Alors que le territoire du Troisième Reich se réduisait rapidement, le commandement de Kesselring fut élargi pour inclure les groupes d'armées Sud, Sud-Ouest et Centre situés sur le Front de l'Est et le groupe d'armées C en Italie en plus du groupe d'armées G et du Haut-Rhin sous l'appellation d’Oberbefehlshaber Süd le 25 mars 1945. Hitler se suicida à Berlin le 30 avril et le 1er mai, l'amiral Karl Dönitz fut désigné président du gouvernement de Flensbourg. L'une des premières décisions du nouveau président fut de nommer Kesselring commandant en chef du sud de l'Allemagne avec des pouvoirs plénipotentiaires.

### Reddition

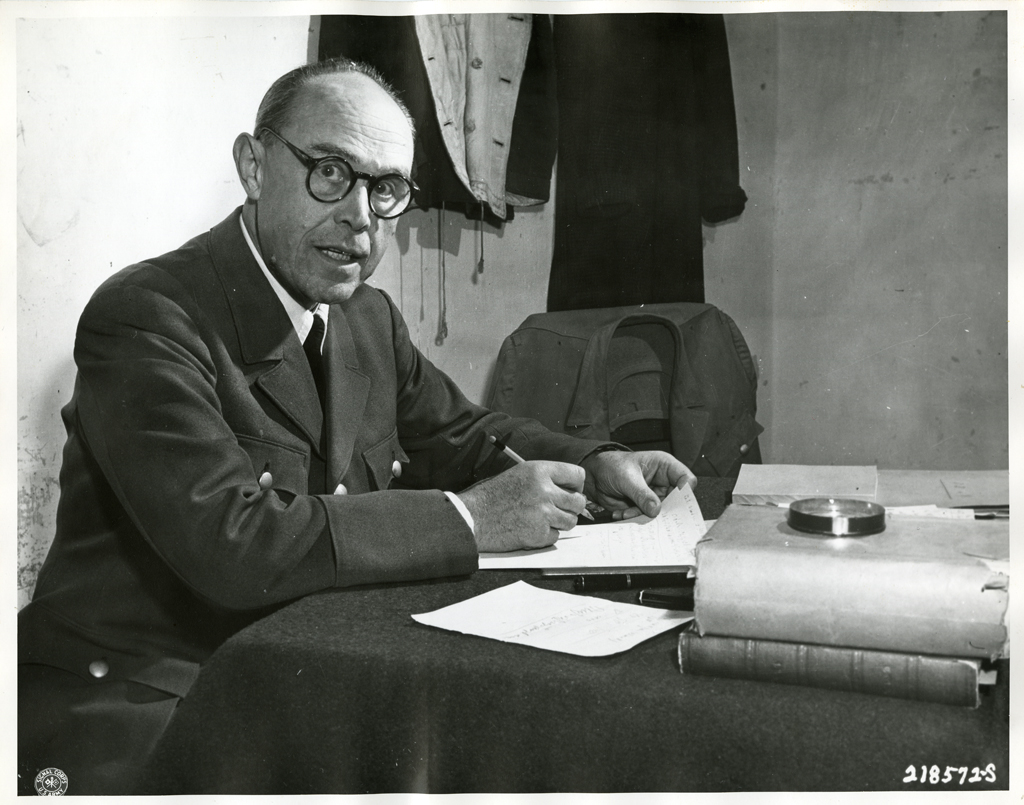
Kesselring durant le procès de Nuremberg, 24 novembre 1945.

Dans le même temps, Wolff et von Vietinghoff, à présent commandants du groupe d'armées C, étaient presque parvenus à un accord de reddition avec le représentant de l'OSS en Suisse, Allen Dulles. Ces négociations secrètes étaient en cours depuis le début du mois de mars 1945. Kesselring avait accepté ces discussions mais n'en avait pas informé son propre état-major. Il informa néanmoins Hitler plus tard dans la guerre.
Il refusa une première version de l'accord de reddition et, le 30 avril, il limogea von Vietinghoff et son chef d'état-major, le lieutenant-général Hans Röttiger (en), qu'il livra à l'OKW pour un possible jugement en cour martiale. Ils furent respectivement remplacés par les généraux Friedrich Schulz et Friedrich Wenzel. Le lendemain, Röttiger réagit en faisant arrêter Schulz et Wenzel et il convoqua le général Joachim Lemelsen pour prendre la place de Schulz. Lemelsen commença par refuser car il avait en sa possession un ordre écrit de Kesselring interdisant toute discussion avec l'ennemi sans autorisation explicite. À ce moment, Vietinghoff et Wolff avaient conclu un armistice avec le commandant en chef allié sur le théâtre méditerranéen, le maréchal Alexander, qui devint effectif le 2 mai à 14 h. Lemelsen arriva à Bolzano, Schulz et Wenzel reprirent le contrôle et ils suivirent leurs officiers qui pressaient pour une reddition rapide. Les armées allemandes en Italie avaient été complètement balayées par les Alliés qui avançaient rapidement sur Innsbruck en Autriche. Kesselring restait néanmoins fermement opposé à une reddition mais fut finalement convaincu par Wolff dans la matinée du 2 mai après un échange téléphonique de deux heures à son quartier-général de Pullach.
Au nord des Alpes, le groupe d'armées G se rendit le 5 mai à Haar en Bavière. Kesselring décida d'organiser la reddition de son propre quartier-général. Il ordonna aux troupes SS du général Paul Hausser de faire en sorte que la reddition soit menée en accord avec ses instructions. Kesselring offrit sa reddition à un major américain à Saalfelden, près de Salzbourg le 9 mai 1945. Il fut ensuite emmené auprès du major-général Maxwell D. Taylor, le commandant de la 101e division aéroportée, qui le traita avec égards, l'autorisa à garder ses armes, son bâton de maréchal et à se rendre dans les quartiers-généraux des groupes d'armées Centre et Sud à Zeltweg et Graz sans escorte. Taylor installa Kesselring et son état-major dans un hôtel de Berchtesgaden. Les photographies montrant Taylor et Kesselring prenant le thé ensemble provoquèrent une controverse aux États-Unis. Kesselring rencontra le lieutenant-général Jacob Devers, commandant du 6e groupe d'armées américain et donna des entretiens à des journalistes alliés.
À la fin de la guerre, Kesselring espérait pouvoir participer à la reconstruction de l'Allemagne mais il fut arrêté. Il fut incarcéré le 15 mai 1945 à Mondorf-les-Bains au Luxembourg et on lui retira son bâton de maréchal et ses décorations. Il fut détenu dans plusieurs camps de prisonniers américains avant d'être transféré dans une prison britannique en 1946. Il témoigna au procès de Nuremberg au sujet d'Hermann Göring mais ses offres de témoigner contre les commandants soviétiques, américains et britanniques furent déclinées.

## Après-guerre

### Procès

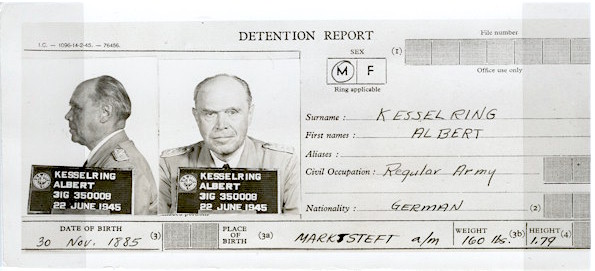
Dossier de détention d'Albert Kesselring de juin 1945.

À la fin de la guerre, le nom de Kesselring, dont la signature apparaissait sur les affiches et les ordres imprimés annonçant les mesures d'occupation draconiennes, était synonyme d'oppression et de terreur pour de nombreux Italiens. Son nom apparaissait en tête de la liste des Allemands accusés de crimes de guerre.
La déclaration de Moscou d'octobre 1943 promettait que « les officiers et soldats allemands et les membres du parti nazi qui ont été responsables de ou ont pris part volontairement dans les atrocités précitées, dans les massacres et exécutions, seront renvoyés dans les pays dans lesquels ces actes abominables ont été commis, à l'effet qu'ils puissent être jugés et punis selon les lois de ces pays libérés et des gouvernements libres qu'ils y mettront en place ». Les Britanniques, qui avaient été les premiers à demander un procès pour crimes de guerre, exclurent cependant explicitement les officiers supérieurs allemands sous leur contrôle.
Les Britanniques organisèrent deux importants procès contre les principaux commandants allemands ayant commis des crimes durant la campagne d'Italie. Pour des raisons politiques, ces procès furent tenus en Italie mais la demande italienne de faire participer un juge italien fut rejetée sous le prétexte que l'Italie n'était pas un pays allié. La loi militaire britannique servit de base juridique pour les procès ce qui les mettait dans une situation juridique précaire car des non-Britanniques étaient jugés pour des crimes contre des non-Britanniques dans un pays étranger. Le premier procès, tenu à Rome, fut celui de von Mackensen et de Kurt Mälzer, le commandant de Rome, pour leur participation dans le massacre des Fosses ardéatines. Les deux furent condamnés à mort le 30 novembre 1946.
Le procès de Kesselring commença à Venise le 17 février 1947. Le tribunal militaire britannique était présidé par le major-général Edmund Hakewill-Smith. Le colonel Richard C. Halse, qui avait instruit le premier procès, était le procureur. La défense de Kesselring était assurée par Hans Lasterner, un brillant avocat allemand spécialisé dans le droit anglo-saxon qui avait représenté plusieurs accusés à Nuremberg et défendit par la suite le maréchal Erich von Manstein. Kesselring eut du mal à payer sa défense car les Alliés avaient gelé ses finances mais ses coûts juridiques furent finalement pris en charge par des amis en Amérique du Sud et des proches en Franconie.
Kesselring fut accusé du massacre de 335 Italiens aux Fosses ardéatines et d'avoir incité au meurtre de civils italiens. Kesselring n'invoqua pas la « défense Nuremberg » consistant à affirmer qu'il n'avait fait qu'appliquer les ordres mais affirma que ses actions étaient légales. Le 6 mai 1947, il fut reconnu coupable des deux accusations et condamné à mort par peloton d'exécution, une méthode jugée plus honorable que la pendaison. Le tribunal ne statua pas sur la légalité du meurtre d'innocents dans le cadre d'opérations de représailles.
Le grand procès prévu pour la campagne de représailles n'eut jamais lieu mais une série de plus petits procès fut tenue à Padoue entre avril et juin 1947 pour le général SS Willy Tensfeld, le kapitänleutnant Waldemar Krummhaar, le général Eduard Crasemann de la 26e division blindée et le général SS Max Simon de la 16e division SS. Tensfeld fut acquitté, Crasemann fut condamné à 10 ans de prison et Simon fut condamné à mort mais sa condamnation fut commuée en prison à perpétuité. En 1949, les tribunaux militaires britanniques avaient condamné 230 Allemands à mort et 447 autres à des peines de prison. Aucune des condamnations à mort prononcées entre 1946 et 1948 ne fut appliquée. De nombreux officiers de grade inférieur à général, dont Herbert Kappler, furent transférés à des tribunaux italiens. Ces derniers appliquaient des dispositions légales très différentes de celles des Britanniques et étaient souvent plus favorables à la défense. Ironiquement, alors que de nombreux officiers supérieurs de la Wehrmacht tentaient de faire porter la responsabilité des atrocités sur la SS, les officiers SS les plus gradés en Italie, Karl Wolff et le représentant personnel d'Heinrich Himmler en Italie, Eugen Dollmann (en), échappèrent aux poursuites judiciaires.

### Emprisonnement et libération
La condamnation à mort de Kesselring provoqua un tourbillon de protestations au Royaume-Uni. L'ancien premier ministre britannique Winston Churchill la qualifia immédiatement comme étant trop dure et il intervint en faveur de Kesselring. Le maréchal Alexander, à présent gouverneur général du Canada, envoya un télégramme au premier ministre Clement Attlee exprimant son espoir que la condamnation de Kesselring serait commuée. Il déclara « en tant que son ancien adversaire sur le champ de bataille, je n'ai aucun reproche à lui faire. Kesselring et ses hommes ont combattu contre nous de manière dure mais irréprochable ». Alexander avait exprimé son admiration pour Kesselring en tant que commandant dès 1943. Dans ses mémoires de 1961, Alexander rendit hommage à Kesselring comme à un officier qui « montra une grande habileté à s'extraire de situations désespérées dans lesquelles ses mauvais renseignements l'avaient placé ». L'opinion d'Alexander était similaire à celle du lieutenant-général Oliver Leese qui avait commandé la VIIIe armée britannique en Italie. Dans un entretien de mai 1947, Leese s'est dit « très triste » d'apprendre ce qu'il considérait comme la « justice du vainqueur britannique » imposée à Kesselring, un « soldat extrêmement brave qui avait mené ses batailles avec équité et honnêteté ». William Sidney, qui avait reçu la croix de Victoria pour son courage à Anzio, présenta la question à la Chambre des lords.
Le gouvernement italien refusa catégoriquement d'appliquer les condamnations à mort car la peine capitale avait été abolie en 1944 et était considérée comme une relique du régime fasciste de Mussolini. La décision italienne déçut fortement le gouvernement britannique car les procès avaient en partie été conçus pour satisfaire aux exigences du public italien. Le War Office informa le lieutenant-général John Harding, qui avait succédé à Alexander à la tête des forces britanniques en Méditerranée en 1946, qu'il n'y aurait plus de condamnation à mort et que celles déjà prononcées seraient commuées. En conséquence, Harding commua les peines capitales imposées à von Mackensen, Mältzer et Kesselring en emprisonnement à vie le 4 juillet 1947. Mältzer mourut en prison en février 1952 tandis que von Mackensen, après avoir vu sa condamnation réduite à 21 ans de prison, fut finalement libéré en octobre 1952. Kesselring fut transféré de la prison vénitienne de Mestre à Wolfsberg, en Autriche en mai 1947. En octobre 1947, il fut transféré dans la prison de Werl en Rhénanie-du-Nord-Westphalie.
À Wolfsberg, Kesselring fut approché par un ancien major SS qui avait préparé un plan d'évasion. Il déclina l'offre sous le prétexte que cela serait considéré comme un aveu de culpabilité. D'autres personnalités nazies parvinrent à s'échapper de Wolfsberg et à rejoindre l'Amérique du Sud ou la Syrie.
Kesselring commença à travailler sur une histoire de la guerre qu'il écrivait pour la division historique de l'armée américaine. Ce travail, réalisé sous la direction de Franz Halder en 1946, rassembla plusieurs généraux allemands dont Gotthard Heinrici, Heinz Guderian, Lothar Rendulic, Hasso von Manteuffel et Georg von Küchler afin de réaliser des études historiques sur la guerre. Kesselring se consacra à la guerre en Afrique du Nord et en Italie et aux problèmes rencontrés par le haut-commandement allemand. Kesselring travailla également secrètement sur ses mémoires dont le manuscrit fut sorti clandestinement de la prison par Irmgard Horn-Kesselring, la mère de son fils adoptif, Rainer, qui le retranscrivit chez elle.
Un influent groupe s'organisa en Grande-Bretagne pour obtenir sa libération. Présidé par Maurice Hankey, le groupe rassemblait les politiques William Sidney et Richard Stokes, le maréchal Alexander et l'amiral William Boyle et les historiens militaires Basil Henry Liddell Hart et J. F. C. Fuller. Lorsqu'il redevint premier ministre en 1951, Winston Churchill, qui était étroitement associé avec le groupe, donna la priorité à la libération rapide des prisonniers de guerre sous contrôle britannique.
Dans le même temps, la libération des prisonniers militaires était devenue une question politique en Allemagne. Avec la création de l'Allemagne de l'Ouest en 1949 et la montée de la guerre froide, la reformation de la Wehrmacht devenait inévitable et l'amnistie des prisonniers politiques était jugée comme une condition préalable à la participation allemande à l'OTAN. Une campagne médiatique rassembla progressivement des soutiens en Allemagne. Le journal Westdeutsche Allgemeine Zeitung publia un entretien avec l'épouse de Kesselring, Liny et le magazine Stern rédigea une série sur Kesselring et von Manstein intitulée « Justice, pas Clémence », Les pressions sur le gouvernement britannique s'accrurent en 1952 lorsque le chancelier allemand Konrad Adenauer déclara clairement que la ratification ouest-allemande du traité de la Communauté européenne de défense dépendait de la libération des officiers allemands.
En juillet 1952, Kesselring fut diagnostiqué avec une tumeur cancéreuse dans la gorge. Durant la Première Guerre mondiale, il fumait fréquemment jusqu'à vingt cigares par jour mais il arrêta de fumer en 1925. Même si les Britanniques doutaient de la véracité du diagnostic, ils craignaient qu'il ne meure en prison comme Mältzer, ce qui aurait été un désastre en termes de relations publiques. Kesselring fut transféré dans un hôpital où il restait surveillé avant d'être libéré pour raisons de santé en octobre 1952.

### Fin de vie
En 1952, alors qu'il se trouvait toujours à l'hôpital, Kesselring accepta la présidence honoraire de trois organisations de vétérans : la Luftwaffenring, composée de vétérans de la Luftwaffe, la Verband deutsches Afrikakorps rassemblant les anciens soldats de l'Afrika Korps et la controversée association des vétérans d'extrême-droite, le Stahlhelm, Bund der Frontsoldaten. La présidence de cette organisation ternit sa réputation. Il tenta de réformer l'organisation en proposant que le nouveau drapeau allemand soit utilisé à la place de l'ancien étendard impérial, que l'ancien salut Front heil ! soit aboli et que les membres du parti social-démocrate d'Allemagne soit autorisés à rejoindre l'organisation. La réponse fut accueillie avec très peu d'enthousiasme.
Les mémoires de Kesselring furent publiés en 1953 sous le titre Soldat bis zum letzten Tag (Soldat jusqu'au dernier jour). Bien que rédigées en prison, sans accès à ses documents, les mémoires formaient un document important sur l'histoire militaire allemande de la Seconde Guerre mondiale. Lorsque l'édition anglaise fut publiée en 1954, les affirmations de Kesselring selon lesquelles la Luftwaffe n'avait pas été vaincue durant la bataille d'Angleterre et que l'opération Seelöwe, l'invasion de la Grande-Bretagne, fut étudiée mais jamais sérieusement planifiée suscitèrent la controverse. En 1955, il publia un second ouvrage, Gedanken zum Zweiten Weltkrieg (Réflexions sur la Seconde Guerre mondiale).
Interrogé par le journaliste italien Enzo Biagi peu après sa libération en 1952, Kesselring déclara avec défi que le massacre de Marzabotto, au cours duquel 800 civils italiens avaient été tués, avait été une « opération militaire normale ». Comme l'événement était considéré comme le pire massacre de civils commis en Italie durant la Seconde Guerre mondiale, l'affirmation de Kesselring entraîna les protestations et l'indignation du parlement italien. Kesselring aggrava la controverse en affirmant qu'il avait « sauvé l'Italie » et que les Italiens devraient lui construire un monument. En réponse, le 4 décembre 1952, le juriste et ancien résistant italien Piero Calamandrei rédigea un poème antifasciste, Lapide ad ignominia (« Un monument à l'ignominie ») dans lequel il avançait que si Kesselring revenait, il trouverait un monument, bien plus résistant que la pierre, composé de résistants italiens « ayant volontiers pris les armes pour préserver la dignité, non pour promouvoir la haine et qui décidèrent de combattre la honte et la terreur ». Le poème de Calamandrei figure sur les monuments des villes de Coni et de Montepulciano.
Après sa libération, Kesselring protesta contre ce qu'il considérait comme la « réputation injustement souillée du soldat allemand ». En novembre 1953, témoignant dans le procès pour crimes de guerre d'un officier allemand, il avertit qu'« il n'y aurait plus de volontaires pour la nouvelle armée allemande si le gouvernement allemand continuait de juger les soldats allemands pour des actes commis durant la Seconde Guerre mondiale ». Il défendit avec enthousiasme la Communauté européenne de défense et suggéra que les « ennemis de la guerre d'hier doivent devenir les alliés de la paix d'aujourd'hui et les amis de demain ». D'un autre côté, il déclara également qu'il trouvait « incroyable » ceux qui croyaient que « nous devons réviser nos idées avec les principes démocratiques… C'est plus que je ne puisse accepter ».
En mars 1954, Kesselring et son épouse visitèrent l'Autriche. Il rencontra d'anciens compagnons d'armes et de cellule dont certains étaient des anciens membres de la SS ; cela embarrassa le gouvernement autrichien qui ordonna son expulsion. Il ignora l'ordre et acheva sa visite selon son calendrier initial. Son dernier poste officiel fut à la commission des médailles établie par le président Theodor Heuss. La commission recommanda à l'unanimité que les médailles décernées par le Troisième Reich puissent être portées à condition de retirer la svastika. Kesselring fut expert lors des procès des anciens généraux dont le plus important fut celui du maréchal Ferdinand Schörner.
Kesselring mourut à Bad Nauheim en Allemagne de l'Ouest le 16 juillet 1960 à l'âge de 74 ans. Il reçut des funérailles quasi-militaires par l'association Stahlhelm et fut enterré au cimetière Bergfriedhof de Bad Wiessee. Les membres du Stahlhelm portèrent son cercueil et tirèrent plusieurs salves de fusils au-dessus de sa tombe. Son ancien chef d'état-major, Siegfried Westphal, parla au nom des vétérans d'Afrique du Nord et d'Italie en décrivant Kesselring comme « un homme d'une admirable force de caractère qui se préoccupait des soldats de tous les grades ». Le général Josef Kammhuber parla au nom de la Luftwaffe et de la Bundeswehr en exprimant l'espoir que Kesselring serait remémoré pour ses premiers accomplissements plutôt que pour ses dernières activités. Dans l'assistance se trouvaient également l'ancien général SS Josef Dietrich, l'ex-chancelier Franz von Papen, le maréchal Ferdinand Schörner, l'amiral et ancien président du Reich Karl Dönitz, Otto-Ernst Remer et le colonel SS Joachim Peiper.
En 2000, une commémoration fut organisée à Bad Wiessee pour marquer le 40e anniversaire de la mort de Kesselring. Aucun représentant de la Bundeswehr n'y assista jugeant que Kesselring « n'était pas digne de faire partie de notre tradition ». La tâche de commémorer le maréchal a incombé à deux groupes de vétérans, le Deutsche Montecassino Vereinigung (Association allemande Monte Cassino) et le Bund Deutscher Fallschirmjäger (Association des parachutistes allemands). Pour ses troupes vieillissantes, Kesselring reste un commandant devant être honoré.